# Mordellistenula lacinicollis
Mordellistenula lacinicollis is een keversoort uit de familie spartelkevers (Mordellidae). De wetenschappelijke naam van de soort is voor het eerst geldig gepubliceerd in 1990 door Csetó.